# قطني
قطني هو قماش إسلامي قديم من مزيج الحرير والقطن بنمط مخطط. القطني هو نسيج من الساتان مع الحرير في السداة والقطن في اللحمة. صُنع في ولاية كجرات، في الهند. كما أُنتج في مناطق من إيران وفي دمشق وحلب وحماة.

## أنواع

### القطاني
القطاني (الفارسية: قطنى) نوع من القطني مرتبط بأقمشة الحرير القطني الكجراتي كان نسيجًا من الساتان بخيوط حريرية في السدى والقطن في اللحمة. كانت ولاية كجرات تصدر القطني بكميات كبيرة إلى أوروبا وكان موضع تقدير كبير لصناعة اللحاف.

### القطني المنقوش
صممت دمشق أنواعًا مختلفة من الأقمشة الحريرية، وكان القطني والألزى من أهمها. وكانوا يصنعون نوعين من القطن، البسيط والغني، وكلاهما بنفس الكمية من الحرير والقطن. المنقوشة القطنية الغنية هي قماش من الحرير الساتان المَنقوش [الإنجليزية] حيث تشكل اللحمة الأساس والسداة الأنماط. وهو نسيج متفوق على القطني البسيط.
وكان القطني ينسج حسب الأبعاد المحددة في السوق، على سبيل المثال، يكون الطول 6.13 متر والعرض 0.7 متر في بغداد والقسطنطينية وإزمير وبلاد فارس. أما بالنسبة لمصر، فكان الطول أكثر قليلًا، أي 6.83 بنفس العرض.

### مشرو
عينات حرير المشرُو في كتاب جون فوربس واتسون [الإنجليزية] تستحضر القُطني، كما يشير روك إلى تنويعات من "القطنيس" تتضمن خطوطًا من القطن والحرير تُلمّح إلى المشرُو، وهو القماش الأقرب من ولاية كجرات، أي القُطني. بينما قارن ج. إروين بين "العَلَجَة" و"القُطني".

## اقتباسات في ذكره
- قدم التجار الفرس العديد من الأقمشة الهندية إلى تركيا،[10] وتذكر قائمة أسعار إسطنبول لعام 1640 القطني من مدينة يزد الفارسية وتُشبهه بأنه مثل الصناعة الهندية (قطني يزد مانيند هند) فأسمته القطني الفارسي ''بسبعة ألوان مصنوعة على الطراز الهندي (مانيند هند هيفت رنك قطني أجمي)".[11]
- يذكر أبو الفضل القطني على أنه مزيج من الحرير والصوف بسعر يتراوح بين 1.5 إلى 2.0 راند للقطعة في كتاب عين أكبري.[12][13]
- بوتنجي هي كلمة أخرى لمزيج الحرير والقطن.

## طالع أيضًا
- الحرير
- حرير الخز
- عين أكبري
- السداة واللحمة
- الحرير في شبه القارة الهندية [الإنجليزية]